# Neumorphismus

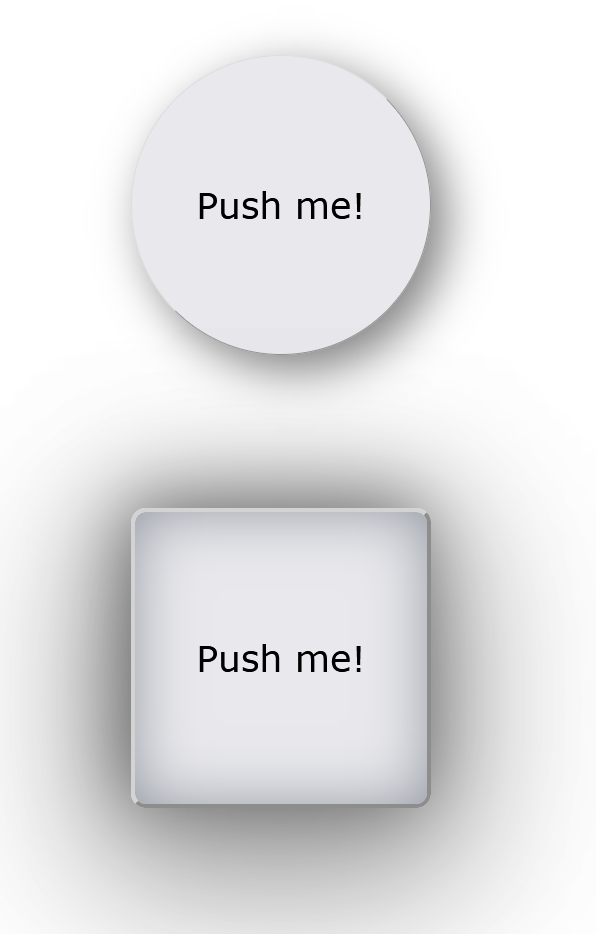
Zwei einfache Schaltflächen ohne und mit Innenschatten

Neumorphism ist eine Design-Stilrichtung, der in grafischen Benutzeroberflächen verwendet wird. Er wird häufig durch ein weiches und helles Aussehen identifiziert (weshalb er manchmal als Soft UI bezeichnet wird), wobei Elemente erscheinen, als würden sie aus dem Hintergrund herausragen oder sich in ihn versenken, anstatt oben darauf zu schweben. Manchmal wird es als Mittelweg zwischen Skeuomorphismus und Flat Design betrachtet.

## Geschichte
Der Begriff Neumorphismus wurde von Jason Kelly geprägt, als Kofferwort aus Neo und Skeuomorphismus, wobei seine Rolle als halbherzige Wiederbelebung des Skeuomorphismus betont wird. Viele neumorphe Designkonzepte lassen sich auf Alexander Plyuto zurückführen, der ein Mock-up für eine Banking-App erstellte, das verschiedene Elemente des neumorphen Designs zeigte. Er veröffentlichte es auf der Website Dribbble, wo es schnell auf 3000 Ansichten angestiegen ist.
Am 12. November 2020 veröffentlichte Apple macOS Big Sur. Das Update enthielt grafische Designs, die den Neumorphismus prominent einsetzten, wie z. B. die App-Symbole und die Verwendung von Transluzenz.

## Merkmale und Zweck
Neumorphismus ist eine Form des Minimalismus, die durch ein weiches und helles Aussehen gekennzeichnet ist und häufig Pastellfarben mit geringem Kontrast verwendet. Elemente haben normalerweise die gleiche Farbe wie der Hintergrund und werden nur durch Schatten und Highlights um das Element herum unterschieden. Dies verleiht den Elementen den Anschein, dass sie aus dem Hintergrund „herausragen“ oder in ihn „hineingedrückt“ sind.
Designer mögen das Aussehen und die Ästhetik des Neumorphismus, weil er einen Mittelweg zwischen Skeuomorphismus und Flat Design bietet. Speziell zielt er darauf ab, plausibel realistisch auszusehen, während er dennoch sauber aussieht und minimalistischen Prinzipien folgt.

## Kritik
Neumorphismus hat viel Kritik erhalten, insbesondere wegen seiner mangelnden Barrierefreiheit, Schwierigkeiten bei der Umsetzung, geringem Kontrast und Inkompatibilität mit bestimmten Marken.